# Gaudeamus igitur

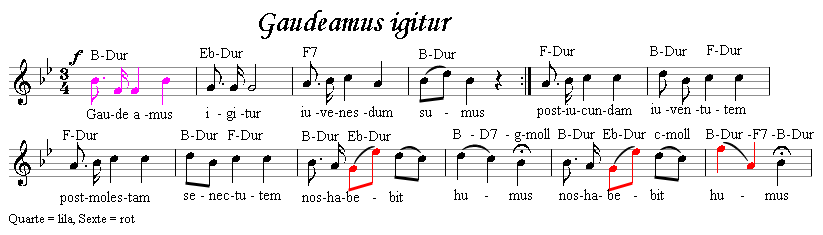
((

Gaudeamus igitur, expressió llatina que vol dir "Alegrem-nos, doncs", és l'himne universitari per excel·lència. Es tracta d'una cançó estudiantil d'autor anònim que en realitat es titulava «De brevitate vitae» («La brevetat de la vida») i es va cantar inicialment a les universitats alemanyes a mitjan segle xviii. De fet és un himne goliardesc i no fou fins al 1959 que va ser elegit himne del món universitari.
| « | (llatí) Gaudeamus igitur iuvenes dum sumus post iucundam iuventutem, post molestam senectutem, nos habebit humus! Ubi sunt qui ante nos in mundo fuere? vadite ad superos transite ad inferos ubi iam fuere Vita nostra brevis est, brevi finietur, venit mors velociter, rapit nos atrociter nemini parcetur! Vivat academia, vivant professores! vivat membrum quodlibet, vivant membra quaelibet, semper sint in flore! Vivant omnes virgines faciles, formosae, vivant et mulieres, tenerae, amabiles, bonae, laboriosae Vivat et res publica, et qui illam regit! vivat nostra civitas, mœcenatum caritas, quae nos hic protegit! Pereat tristitia pereant osores pereat diabolus quivis antiburschius atque irrisores | (català) Gaudim, doncs, mentre som joves Després de la divertida joventut, després de la incòmoda vellesa, ens rebrà la terra! On són els qui abans nostre al món foren? Aneu cap al cel, descendiu als inferns, si voleu veure'ls. La nostra vida és breu, en breu finirà, la mort ve veloçment, ens esquinça cruelment no perdonarà ningú! Visca l'acadèmia, visquen els professors! Visca cada membre, visquen tots els membres, sempre siguin en flor! Visquen totes les joves, fàcils, formoses visquen i les dones, tendres, amables, bones, laborioses. Visca i la república, i qui la governa! Visca la nostra ciutat, la generositat dels mecenes, que aquí ens protegeix! Mori la tristesa, morin els odiosos, mori el diable, els contraris als estudiants, i els que se'n riuen. | » |